# معاداة السامية: هنا والآن
معاداة السامية هنا والآن هو كتاب بقلم ديبورا ليبستادت نُشر في فبراير 2019.  
الكتاب مكتوب على شكل سلسلة من الرسائل بين الطالبة الجامعية ذكية أبيجيل وأستاذ كلية حقوق غير يهودي حسن النية جو، وهما شخصيتان مركبتان لأشخاص في الدوائر الأكاديمية والاجتماعية في ليبستات.   الأسئلة المطروحة في الرسائل مبنية على أسئلة فعلية طرحت على ديبورا إي ليبستادت حول مُعاداة السامية. 
تُعرِّف ليبستات معاداة السامية بأنها ليست كراهية الأشخاص الذين تصادف أنهم يهود. إنها كراهية لهم لأنهم يهود وتنص على أنها تنشأ مستقلة عن أي عمل يقوم به اليهود. 